# رايموند أووسو
رايموند أووسو (بالإنجليزية: Raymond Owusu) هو لاعب كرة قدم غاني، ولد في 20 أبريل 2002 في غانا.

## وصلات خارجية
- رايموند أووسو على موقع اتحاد تركيا (لاعب) (الإنجليزية)
- رايموند أووسو على موقع قاعدة بيانات كرة القدم.إي يو (الإنجليزية)
- رايموند أووسو على موقع Soccerway.com (الإنجليزية)
- رايموند أووسو على موقع عالم كرة القدم.نت (الإنجليزية)